# 鳳邑省化社喚善堂

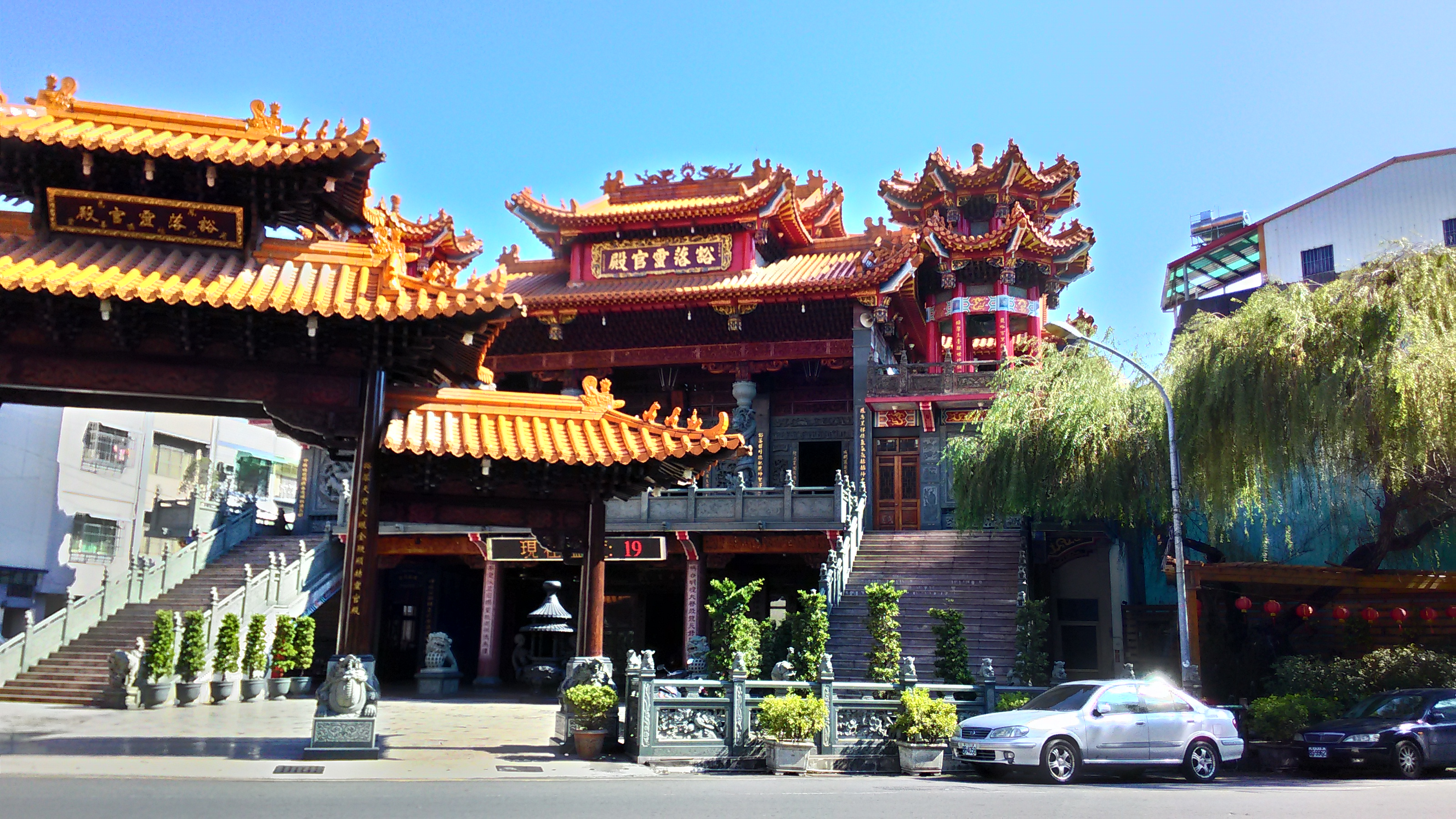
鳳邑豁落靈官殿王天君廟喚善堂全景

鳳邑省化社喚善堂，又稱鳳山喚善堂、豁落靈官殿，位於高雄市鳳山區瑞興路180號，是主祀豁落靈官王天君的鸞堂。喚善堂整體建築為華北古典式建築，環境典雅古樸，而且廟內有棵紅樹根柳樹，有如廟內主神王天君的紅鬍鬚，人稱紅鬚神柳。

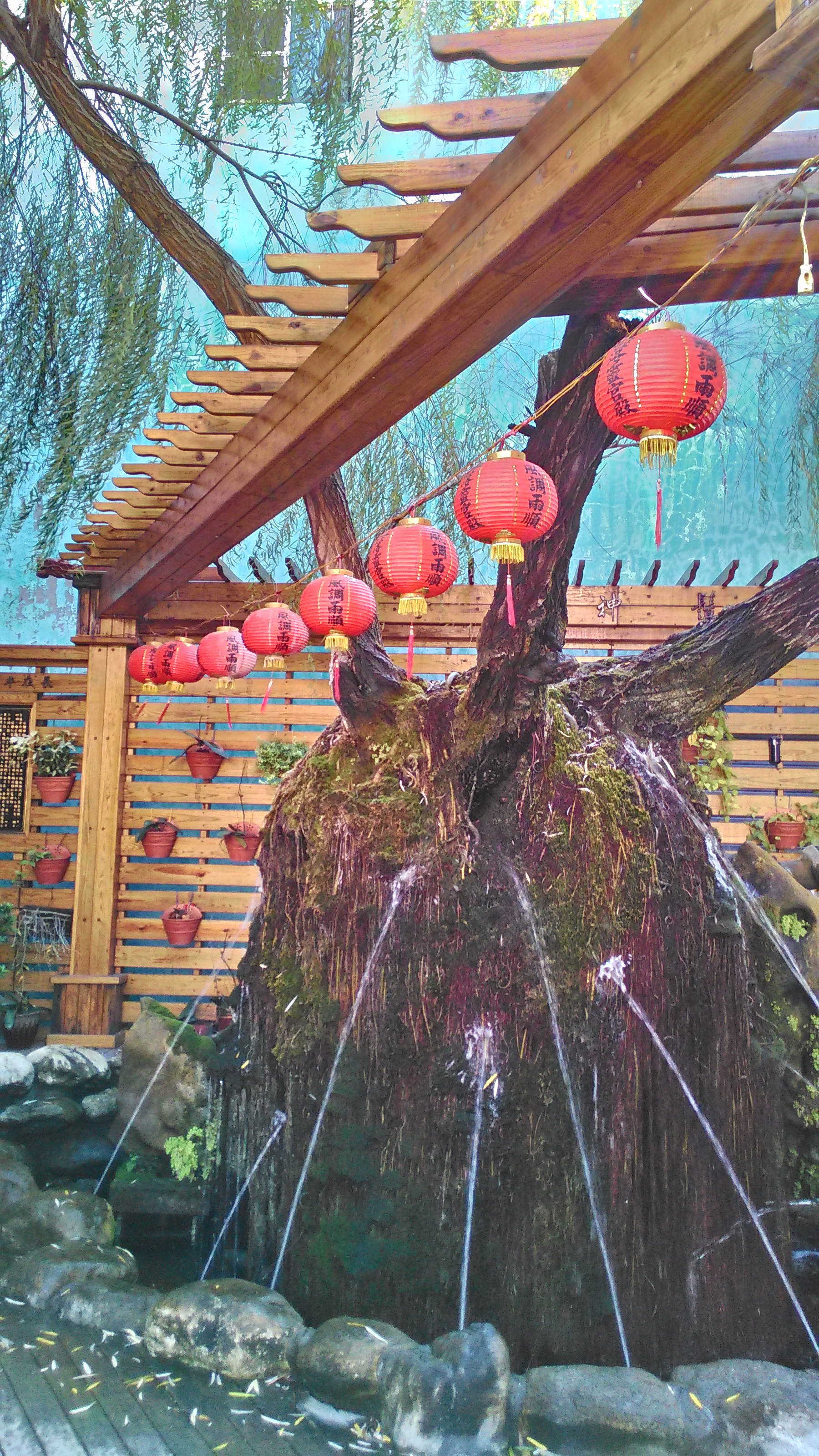
鳳邑豁落靈官殿王天君廟喚善堂紅鬚神柳

## 歷史
喚善堂是鳳邑修心社靈善堂之分岐，初名為呂家普練班，起源於民國四十九年（1960年）信徒定期聚會於呂錦田家宅普練，普練時必需學習靜坐與勤讀經書。民國五十二年（1963年）定名為鳳邑省化社喚善堂，並成立慈善會。民國五十八年（1969年）擇地建喚善堂，民國五十九年（1970年）完工。民國八十四年（1995年）重建為二樓式殿堂，一樓仍為喚善堂，二樓則為豁落靈官殿，直至民國八十九年（2000年）才落成，其後又建太歲殿與集賢軒。
- 民國七十二年（1983年）奉旨著造喚醒金篇代天宣化
- 民國七十八年（1989年）請旨著造善道一書，善規俗子回向正道
- 民國一百零四年（2015年）奉旨著造鸞音警世善書淨化人心，喚醒沉迷，歸依善道，同登正覺

喚善堂慈善會每年二次幫助清寒家庭，分別是中元普渡法會圓滿後，捐出供品救助孤兒院及清寒家庭，以及歲末集資救濟清寒家庭，並有義診活動。

## 祀神
一樓為喚善堂，以原色樟木建造，四周盡是木雕歷史故事與神話人物。主神龕後排奉祀至聖先師孔夫子、文衡聖帝關恩主、太白金星李恩主；中排奉祀孚佑帝君呂恩主、王天君（本堂正主席）、柳星君（本堂副主席）；前排奉祀濟公活佛。左右設太歲殿供奉圓明斗姥大天尊、太歲星君與集賢軒供奉地藏王菩薩及先賢、過往鸞生牌位。

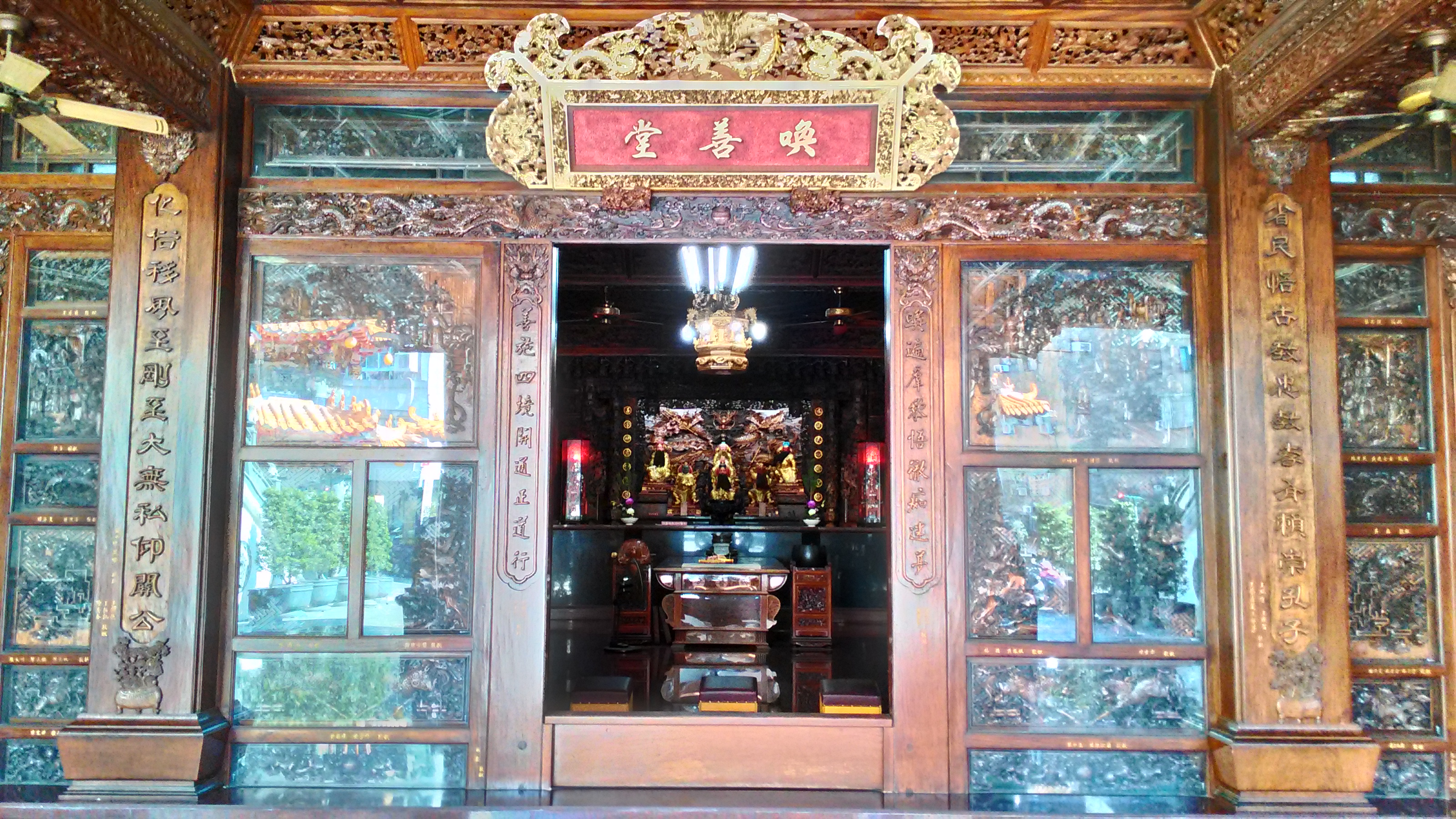
鳳邑豁落靈官殿王天君廟喚善堂一樓

二樓主祀豁落靈官王天君陪祀文武八部將、城隍尊神、福德正神。文武八部將為鄒將軍、金將軍、馬將軍、林將軍、柳真師、楊真師、妙濟真官、陳大使司。

## 代天巡狩豁落靈官王天君
鳳邑省化社喚善堂豁落靈官殿供奉的主神豁落靈官王天君在道教諸神譜系中，地位極為崇高，在浮黎天中的二十六天將位居第一，又稱為豁落天將，也是玉樞火府的天將，一般均號稱「豁落靈官」，聖誕為農曆三月廿二日。
有關豁落靈官的記載，最早見於宋徽宗時，到明朝永樂年間，始建天將廟，後來又改為火德觀，並經永樂帝封為隆恩真君，崇奉極隆，在閩浙一帶，極受官府與庶民的崇拜。

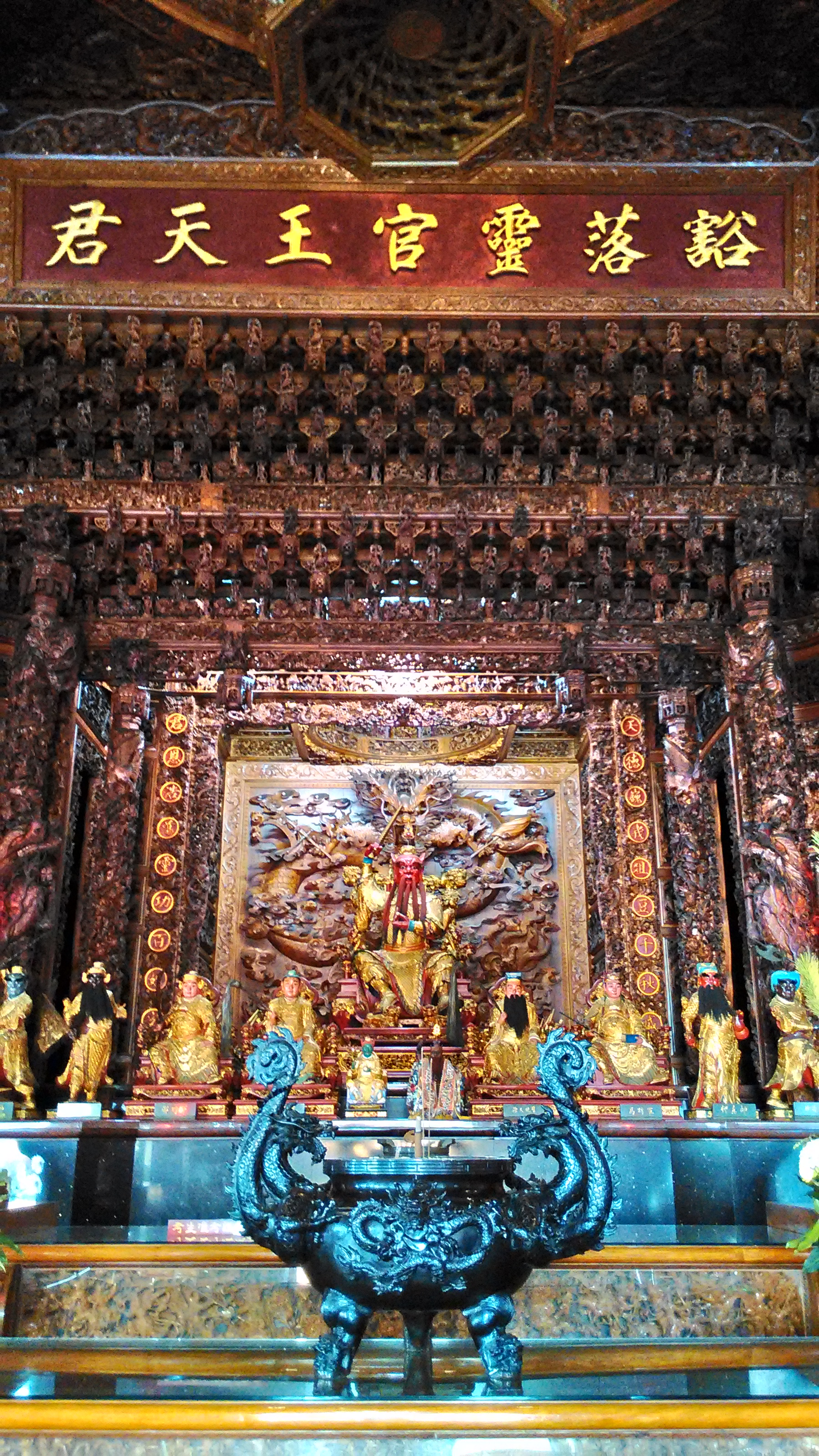
鳳邑豁落靈官殿王天君廟喚善堂二樓內部

## 祭典
農曆一月
- 一月初九日 金闕玉皇大天尊玄穹高上帝寶誕
- 一月十三日 南天主宰文衡聖帝關恩主聖誕（春祭）
- 一月十三日 喚善堂主筆司鳳邑鎮安宮文衡聖帝聖誕
- 一月十五日 上元一品天官賜福紫微大帝聖誕

農曆二月
- 二月初二日 西湖靈隱寺濟公活佛聖誕
- 二月初二日 福德正神聖誕
- 二月十六日 南天太醫院徐太醫聖誕
- 二月十九日 南海觀世音菩薩聖誕

農曆三月
- 三月廿二日 喚善堂正主席豁落靈官王天君聖誕

農曆四月
- 四月十四日 金闕內相孚佑帝君呂恩主聖誕

農曆五月
- 五月初八日 喚善堂司禮神恩師聖誕
- 五月十二日 喚善堂功過司恩師城隍尊神聖誕
- 五月十三日 南天關聖太子聖誕

農曆六月
- 六月初三日 金闕上相太白金星李恩主聖誕
- 六月十二日 喚善堂副主席恩師南宮太乙柳星君聖誕
- 六月十六日 喚善堂副馳聘恩師辛天君聖誕
- 六月廿四日 南天主宰文衡聖帝關恩主聖誕（秋祭）
- 六月廿四日 喚善堂主筆司鳳邑鎮安宮文衡聖帝聖誕

農曆七月
- 七月十五日 中元二品地官赦罪清虛大帝聖誕

農曆八月
- 八月廿七日 大成至聖先師孔夫子聖誕

農曆十月
- 十月初一日 喚善堂主壇司恩師西園宮劉府千歲聖誕
- 十月十二日 喚善堂正馳聘南天齊天大聖聖誕
- 十月十五日 下元三品水官解厄洞陰大帝聖誕